# Gaston (Name)
Gaston ist ein französischer männlicher Vorname sowie ein Familienname.

## Herkunft und Bedeutung
Der Vorname Gaston entstand wahrscheinlich aus einem germanischen Namen, der seinerseits  von dem Element gasti mit der Bedeutung „der Fremde“ abgeleitet war.
Nach unbelegter Angabe handelt es sich möglicherweise auch um die zentralfranzösische Form des nordfranzösischen Namens Waast und Vaast (Vedastus auf lateinisch, Wedastu auf gallo-römisch), mit der Endung -on, ehemaliger cas régime der französischen Männernamen (siehe gars, garçon). Erster bekannter Namensträger dieser Urform war Vedast, Bischof von Arras im 5. Jahrhundert.
Die spanische Form des Namens ist Gastón, die italienische Gastone.

## Namensträger

### Vorname Gaston
- Gaston Bachelard (1884–1962), französischer Philosoph
- Gaston de Bearne (1090–1131), Vizegraf von Béarn, Kreuzfahrer
- Gaston Léopold Vincent Beuvain de Beauséjour (1856–1910), französischer Offizier, Historiker und Gewerkschafter
- Gaston Bogaert (1918–2008), französischer Expressionist
- Gaston de Bourbon, duc d’Orléans (1608–1660), Prinz von Frankreich
- Gaston Cabannes (1882–1950), französischer Politiker
- Gaston Chaissac (1910–1964), französischer Maler
- Gaston de Chasseloup-Laubat (1867–1903), französischer Automobilrennfahrer
- Gaston Darbour (1869–1941), französischer Grafiker der Art Nouveau
- Gaston Defferre (1910–1986), französischer Politiker der Sozialistischen Partei
- Gaston Duval (1896–1970), französischer Automobilrennfahrer
- Gaston Glock (1929–2023), österreichischer Ingenieur und Unternehmer, Waffenproduzent
- Gaston Guignard (1848–1922), französischer Maler
- Gaston Häni (1951–2023), Schweizer Schauspieler und Clown-Darsteller, häufig auch nur mit seinem Vornamen bekannt
- Gaston Maurice Julia (1893–1978), französischer Mathematiker
- Gaston Kaboré (* 1951), burkinischer Filmemacher
- Gaston Lenôtre (1920–2009), französischer Konditor
- Gaston Léonard (1920–), französischer Jazzmusiker
- Gaston Leroux (1868–1927), französischer Romanschriftsteller und Dramatiker
- Gaston Manent (1884–1964), französischer Politiker
- Gaston de Murols († 1172), von 1170 bis 1172 Großmeister des Johanniterordens
- Gaston Palewski (1901–1984), französischer Politiker (RPF)
- Gaston Rahier (1947–2005), belgischer Motocross-Fahrer
- Gaston Ramon (1886–1963), französischer Veterinärmediziner und Immunologe
- Gaston Richard (1860–1945), französischer Soziologe
- Gaston Richolet (1909–1993), deutscher Theologe und Schriftsteller
- Gaston Roelants (* 1937), belgischer Leichtathlet
- Gaston Salvatore (1941–2015), deutschsprachiger Schriftsteller chilenischer Herkunft
- Gaston Thiébaut (1889–1982), französischer Politiker
- Gaston Thomson (1848–1932), französischer Politiker
- Gaston Thorn (1928–2007), luxemburgischer Politiker

### Vorname Gastón
- Gastón Acurio (* 1967), peruanischer Chefkoch und ein Vertreter der Cocina Novoandina
- Gastón Etlis (* 1974), argentinischer Tennisspieler
- Gastón Faber (* 1996), uruguayischer Fußballspieler
- Gastón Gaudio (* 1978), argentinischer Tennisspieler
- Gastón Mazzacane (* 1975), argentinischer Formel-1-Rennfahrer
- Gastón Merlo (* 1985), argentinisch-vietnamesischer Fußballspieler
- Gastón Pereiro, (* 1995), uruguayischer Fußballspieler
- Gastón Ramírez (* 1990), uruguayischer Fußballspieler
- Gastón Rodríguez (Musiker) (* 1964), uruguayischer Musiker
- Gastón Rodríguez (Schwimmer), argentinischer Schwimmer
- Gastón Rodríguez (Fußballspieler, 1992) (* 1992), uruguayischer Fußballspieler
- Gastón Rodríguez (Fußballspieler, 1994) (* 1994), uruguayischer Fußballspieler
- Gastón Sauro (* 1990), italienisch-argentinischer Fußballspieler
- Gastón Silva (* 1994), uruguayischer Fußballspieler

### Vorname Gastone
- Gastone Brilli-Peri (1893–1930), italienischer Rad-, Motorrad- und Autorennfahrer
- Gastone Darè (1918–1976), italienischer Säbelfechter und Politiker
- Gastone Garziera (* 1942), italienischer Informatiker
- Gastone Medin (1905–1973), italienischer Filmarchitekt
- Gastone Moschin (1929–2017), italienischer Theater- und Filmschauspieler
- Gastone Nencini (1930–1980), italienischer Radrennfahrer
- Gastone Novelli (1925–1968), italienischer Maler, Grafiker, Keramiker und Kunstdozent
- Gastone Pierini (1899–1967), italienischer Gewichtheber

### Familienname
- Athelston Gaston (1838–1907), US-amerikanischer Politiker
- Cito Gaston (* 1944), US-amerikanischer Baseballspieler und -trainer
- E. Thayer Gaston (1901–1970), US-amerikanischer Psychologe und Pionier der Musiktherapie
- Emilia Gastón (1904–1988) gilt als die erste Esperanto-Muttersprachlerin
- Gheorghe Gaston-Marin (1918–2010), rumänischer Kommunist
- Hugo Gaston (* 2000), französischer Tennisspieler
- Iñaki Gastón (* 1963), spanischer Radrennfahrer
- Joseph Gaston (* 1930), irischer Rugby-Union-Spieler
- Lloyd Gaston (1929–2006), kanadischer protestantischer Theologe, Bibelwissenschaftler und Hochschullehrer
- Marilyn Gaston (* 1939), US-amerikanische Medizinerin
- Michael Gaston (* 1962), US-amerikanischer Schauspieler
- Nilita Vientós Gastón (1903–1989), puerto-ricanische Schriftstellerin, Hochschullehrerin und Anwältin
- Rosendo Alvarez Gastón (1926–2014), spanischer Geistlicher und Bischof von Almería
- William Gaston (1820–1894), US-amerikanischer Politiker
- William J. Gaston (1778–1844), US-amerikanischer Politiker

### Kunstfigur
- Gaston (Comic), frankobelgische Comic-Reihe und deren Hauptfigur
- Gaston, Figur aus dem Disneyfilm Die Schöne und das Biest

## Nachweise
1. ↑  behindthename.com: Gaston